# Chiwara

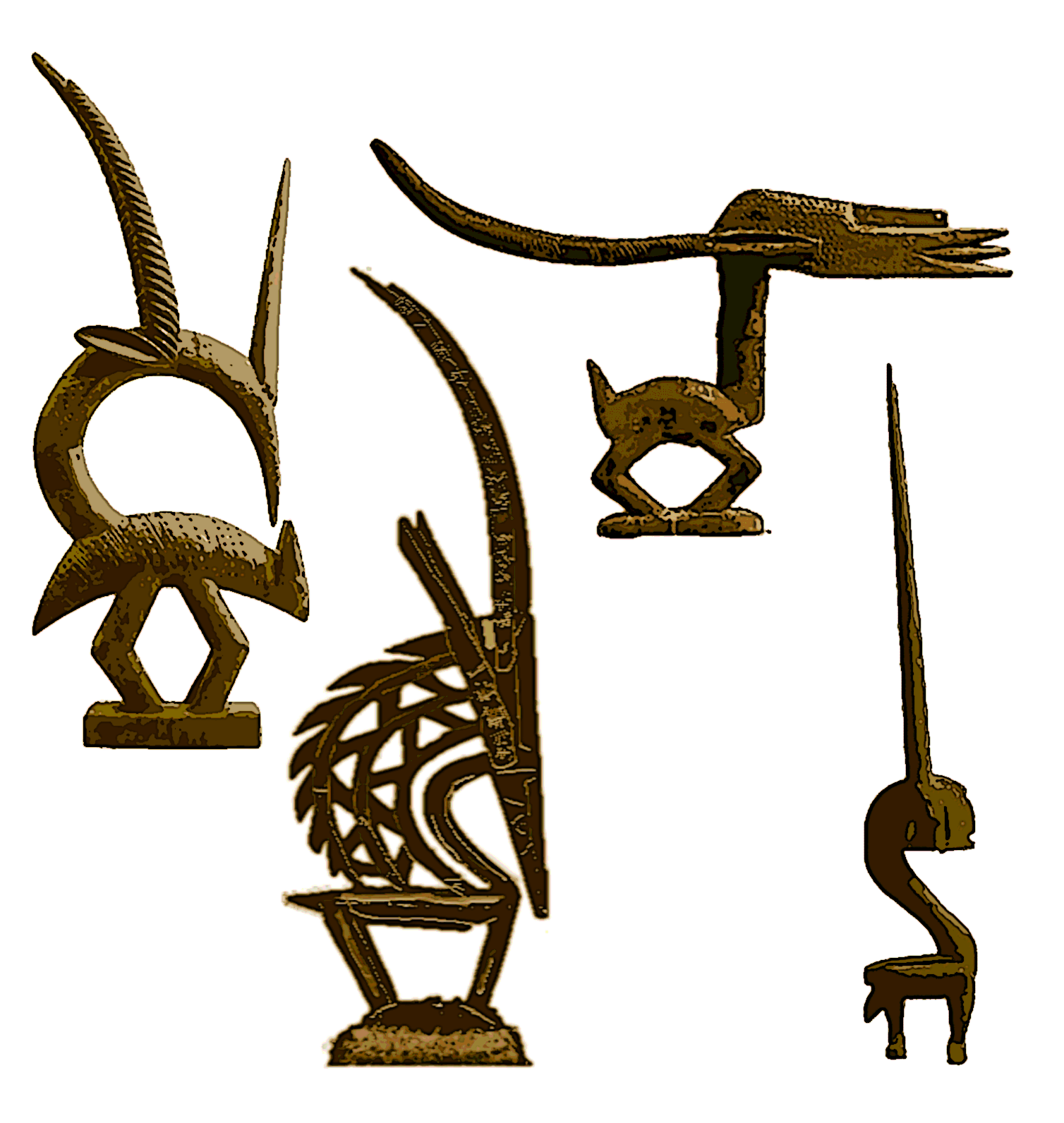
Confronto dei quattro principali stili di maschere Chi Wara (Chiwara/Ci Wara/Tyi Wara) del popolo Bambara del Mali. Da sinistra a destra: Astratto/Stile di Bougouni; Verticale/Stile di Segu; Orizzontale/Stile di Bamako; Astratto/Stile di Sikasso.

Un Chiwara (anche noto come Chi Wara, Ci Wara o Tyi Wara) è un oggetto rituale che rappresenta un'antilope, utilizzato dal popolo Bambara, un gruppo etnico del Mali. Le maschere Chiwara sono utilizzate, in associazione a danze e rituali connessi principalmente con l'agricoltura, per insegnare ai giovani Bambara (Bamana) i valori sociali nonché le tecniche agricole. Si tratta di una delleforme d'arte africane più note al mondo.

## Usi

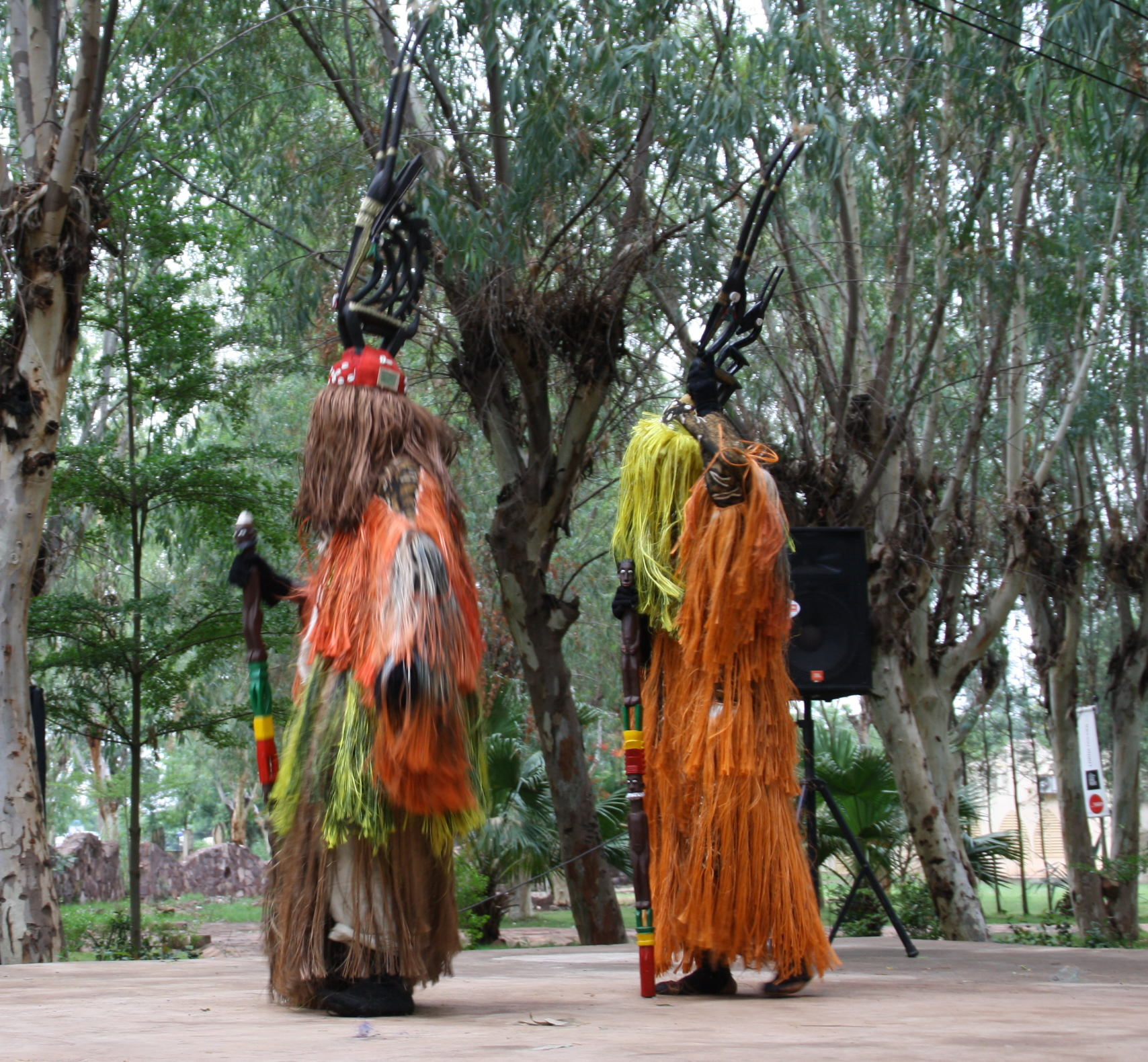
Una danza con i tipici copricapi Ciwara, nel corso di una rappresentazione tenutasi a Bamako nel 2010

Questa maschera-copricapo viene utilizzata durante i riti della società ciwara, una delle sei istituzioni che organizzano la società segreta Bambara. Viene fissata suula testa dei ballerini, tutti appartenenti alla società ciwara, per mezzo di un cappello di paglia.
I balli della società ciwara sono legati ai riti agricoli e pertanto all'idea di fertilità, fecondità ed alla semina.
Nel corso di questi rituali, la maschera diviene l'attributo di un ballerino in costume che le dà vita e voce.
La maschera assume il suo pieno significato attraverso il movimento ed il portamento di chi la indossa. I ciwara di solito ballano in coppia. Queste cerimonie si svolgono all'inizio della stagione delle piogge, dopo che i campi sono stati seminati, e la danza Chi Wara viene ballata in serata, neicampi e nel villaggio, dopo una faticosa giornata di lavoro.
La cerimonia celebra l'unione mitica tra il sole, che incarna il principio maschile, e la terra, principio femminile, mentre viene celebrato il duro lavoro dei giovani agricoltori e la loro arte nel rendere fertile la terra.

## Mito fondante
Ci sono diverse versioni del mito fondante per i Chiwara. Secondo una versione Ciwara, essere metà animale e metà umano, sarebbe nato dall'unione fra un serpente e una donna, e sarebbe stato il primo essere con caratteristiche umane, di nome Mousso Koroni. (Mousso significa "donna" in bambara). Ciwara fin da bambino si dimostrò un abile lavoratore della terra, grazie ai suoi artigli e ad un bastone lasciatogli in dono dalla madre. Questo essere era anche dotato di poteri magici che gli consentivano di trasformare l'erba in miglio. Per nulla geloso delle sue conoscenza egli insegnò quest'arte agli altri uomini, che grazie a lui divennero ottimi agricoltori. I raccolti erano così abbondanti che, con il trascorrere del tempo, gli esseri umani persero ogni interesse per l'agricoltura e sperperarono così le loro conoscenze e la loro cultura.
Ciwara, profondamente deluso dall'atteggiamento degli uomini, decise allora di andarsene e sprofondò nel terreno ricongiungendosi con esso.
Per farsi perdonare, gli esseri umani decisero allora di realizzare un altare nel quale potesse albergare il suo spirito e crearono le creste maschere per richiamare la sua memoria ed i suoi insegnamenti.

Secondo un'altra versione, i Chiwara evocano la storia di Sanou Koronin, "piccolo gioiello d'oro", figlia di un re Bambara e promessa in sposa al vincitore di una corsa. La gara venne vinta da un camaleonte che aveva barato e si era fatto trasportare sul dorso di un'antilope roana della savana, le cui qualità fisiche e la purezza d'animo evocavano l'ammirazione di tutti gli altri esseri.
Sanou Koronin doveva così andare in premio al camaleonte, ma il destino non volle che il baro fosse premiato e la gara risultò fatale per il sordido animale, che morì. Fu così che l'antilope sposò Sanou Koronin.

## Variazioni stilistiche
A seconda della regione, e spesso anche dell'epoca di produzione, l'aspetto delle maschere e dei copricapi Ciwara può variare notevolmente assumendo forme e caratteristiche molto diverse.
In linea generale le maschere possono essere classificate in tre gruppi: orizzontali, verticali, o astratte.

Inoltre il soggetto della maschera Chiwara può essere sia di sesso maschile che femminile.
Le maschere Chiwara femmina sono indicate con la presenza di un cucciolo d'antilope e le corna dritte. Le maschere Chiwara maschili si caratterizzano invece per le corna piegate ed un fallo. Il sesso di una maschera Chiwara è molto più chiaro ed evidente nelle maschere orizzontali e verticali, mentre le maschere astratte tendono ad essere molto più difficili da classificare.

Inoltre si deve tenere presente che alcuni maestri intagliatori, con il tempo hanno introdotto delle sottili modifiche rispetto allo standard di riferimento localmente accettato (e talvolta imposto dalle abitudini religiose), dando così luogo a delle vere e proprie "firme" distintive o "scuole" di figure Chiwara.

### Lo stile "di Ségou"

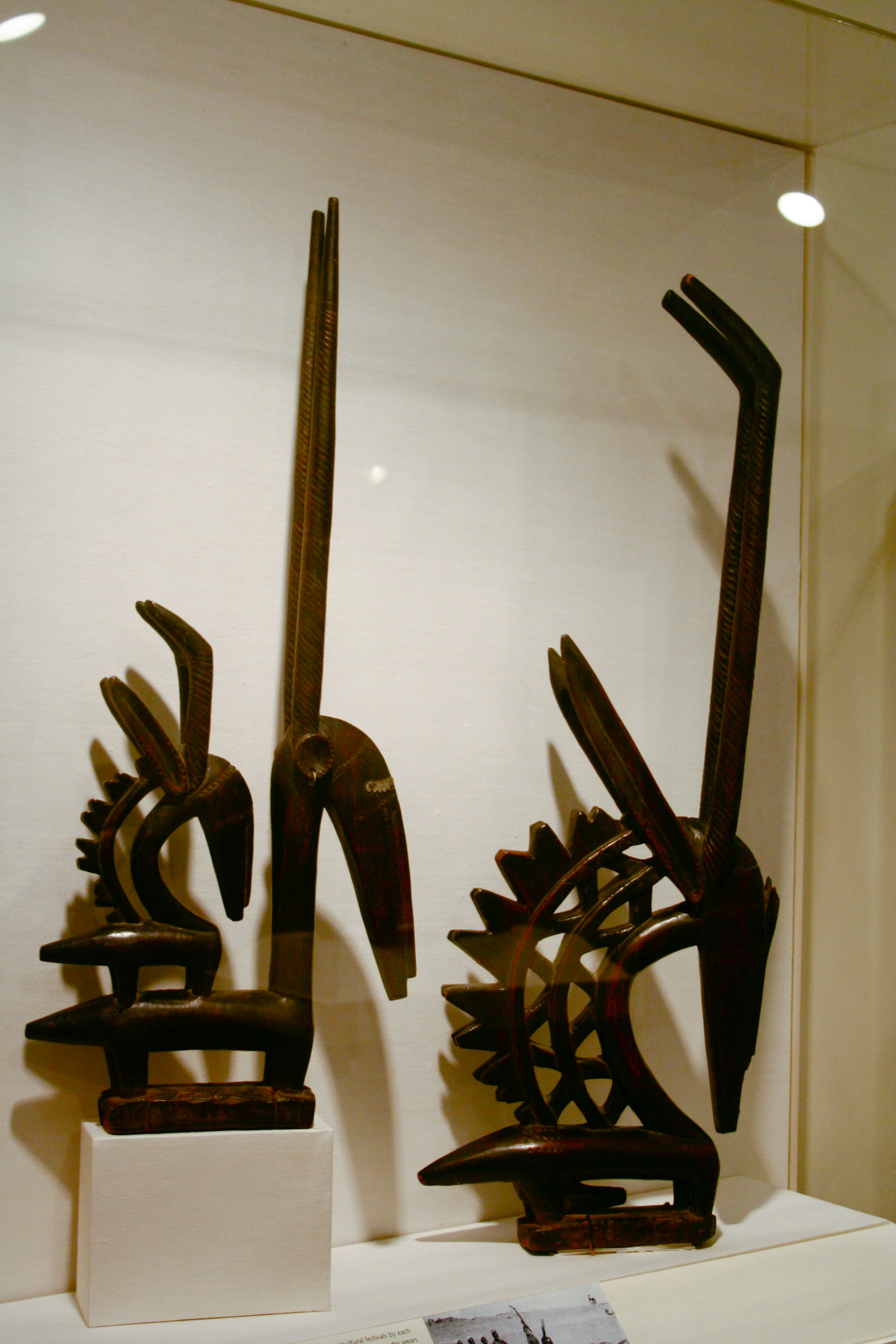
Ciwara dello stile di Ségou. A sinistra è riconoscibile un chiwara femmina, alla destra una maschera maschile

Le maschere di questo stile, utilizzato nella regione di Ségou, di Baninko e di Kenedougou si caratterizzano per l'orientamento verticale. Il dimorfismo sessuale risulta molto marcato: i ciwara maschi hanno le corna piegate all'indietro, una criniera, ed un pene prominente ed evidente, tendendo ad essere di dimensioni più grande delle maschere femminili. Le maschere femminili sono in genre più piccole, con delle caratteristiche corna verticali e spesso presentano un cucciolo sul loro dorso.

### Lo stile "di Bougouni"

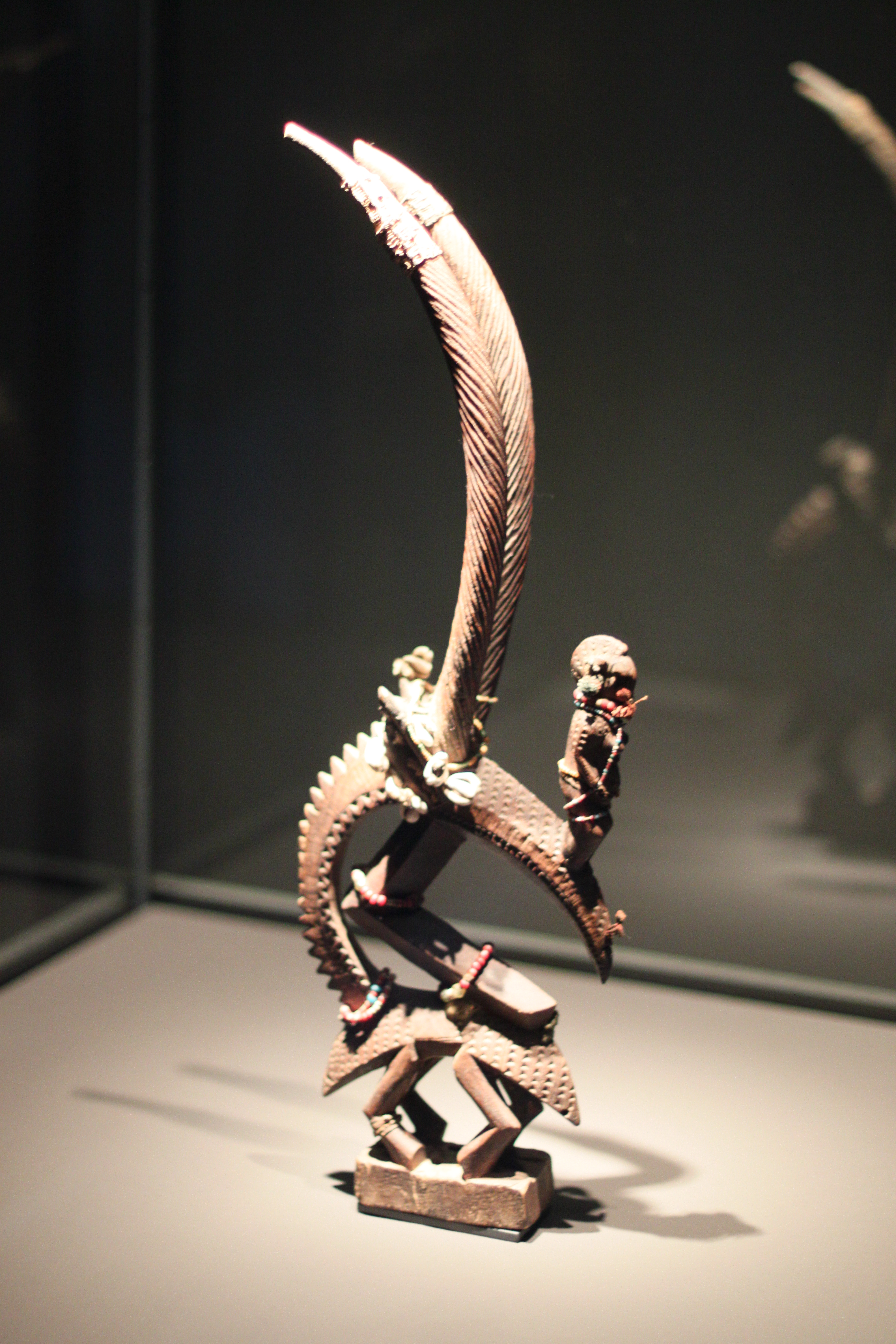
Ciwara dello stile di Bougouni

Nella regione di Bougouni, le maschere/copricapo risultano composite ed astratte. Esse derivano da un assemblaggio di singoli animali montato su un animale quadrupede avente le gambe piegate. La criniera ha spesso una forma stilizzata con un andamento a zig-zag. Collane di cipree (una piccola conchiglia spesso chiamata conchiglia moneta) spesso decorano la parte inferiore del collo.

### Lo stile "di Bamako"

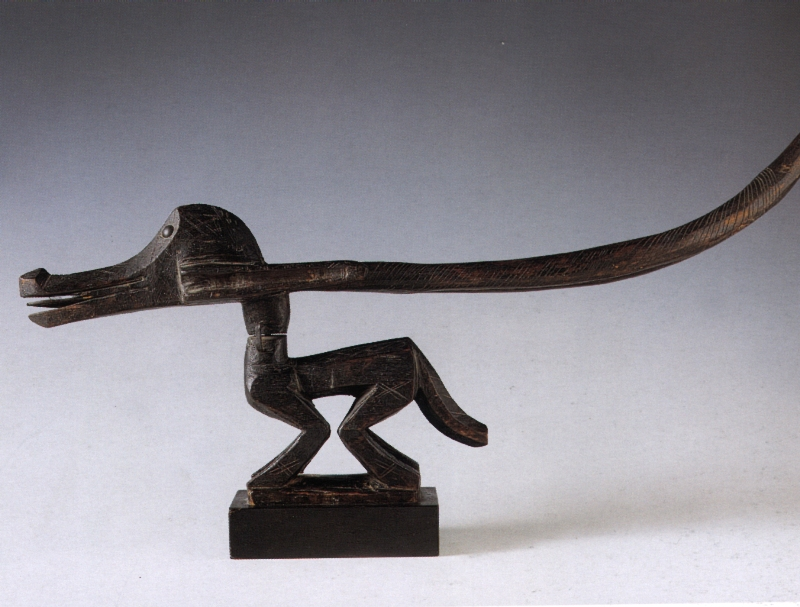
Ciwara dello stile di Bamako

In questo stile, che è tipico anche di Mandé, Beledugu e Djitoumou, il dimorfismo sessuale non è marcato ma sfumato. Le maschere/copricapo si sviluppano tipicamente in orizzontale e di solito sono composte da due parti unite fra loro all'altezza del collo mediante un collare o ganci di metallo. La testa si presenta con lunghe corna allungate orizzontalmente all'indietro e montate sul corpo di un quadrupede. La bocca dell'animale è generalmente aperta, come se stesse emettendo un urlo.

### Lo stile "di Kita"
Nella regione di Kita le maschere ciwara sono molto originale. Sono infatti formate da una maschera antropomorfa piatta e verticale con tre o quattro corna verticali. La fronte, le guance ed il naso danno luogo ad una regione piana che viene valorizzata.

### Le maschere "collegate (satelliti)"
Questo stile è generalmente attribuito alla regione di Sikasso, ma è stata descritto anche in altre regioni, fra cui quella di Bougouni Djitoumou. Queste maschere non possono essere considerate strettamente delle maschere Ciwara, ma si tratta di copricapi e cimieri che sono indossati a margine di eventi Ciwara.

## Chiwara, uno degli emblemi del Mali
Le maschere ciwara sono comunemente utilizzate come emblema del Mali, o almeno come una rappresentazioni grafica della sua arte e cultura.

Nel 2011, in occasione della mostra "Ciwara, collezioni del Musée du Quai Branly" al Museo Nazionale del Mali, Abdoulaye Sylla, ex Vice Direttore Generale del Museo Nazionale del Mali e Presidente dell'Associazione del Mali per la salvaguardia dei patrimonio culturale, ha invitato tutti a portare più rispettato nei confronti del significato del simbolo, denunciandone l'uso eccessivo ed inadeguato.
In particolare egli ha deplorato il fatto che di solito è utilizzato il ciwara con fattezze maschili, quando la maschera rappresenta entrambi i generi ed è normalmente utilizzata in coppia.
Esempi di utilizzo contemporaneo ed irrituale di Ciwara sono:
- Il premio "Ciwara eccezionale" la più importante onorificenza nazionale assegnata dal Capo dello Stato del Mali.
- Il logo della compagnia aerea Air Africa[8] ed Air Mali.
- Il logo della compagnia elettrica "Energia del Mali".
- Il programma di salute "Keneya Ciwara" della Agenzia USAID, degli Stati Uniti, per lo sviluppo internazionale.[9]
- Un monumento (statua) raffigurante un ciwara maschio, si trova nel parco del sindaco del Distretto di Bamako.
- "Ciwara info" è il nome di un quotidiano del Mali.

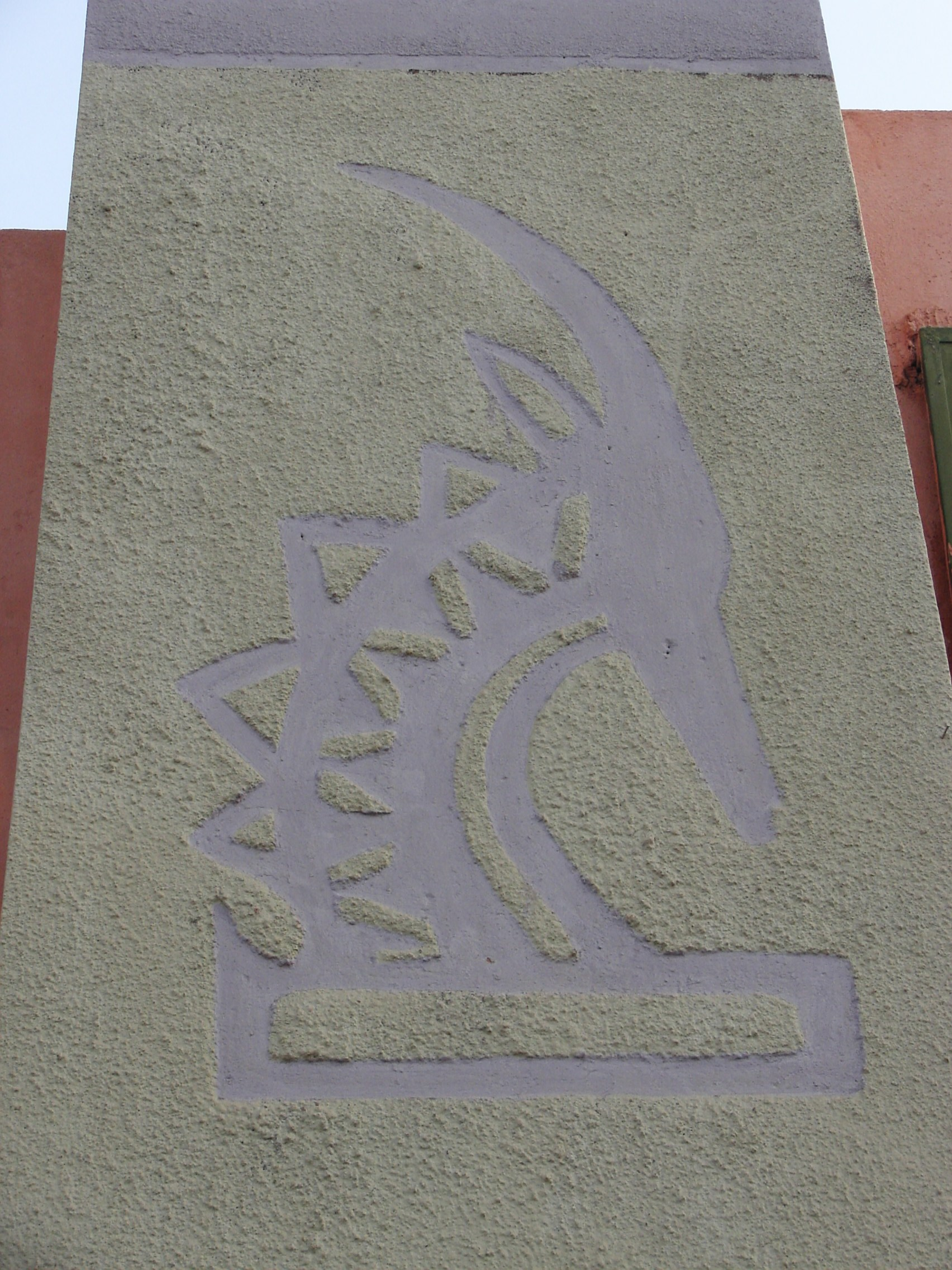
Rappresentazione di un ciwara su uno dei muri dell'Institut National des Arts di Bamako.
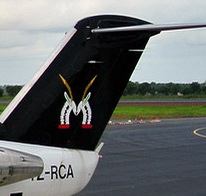
Logo della compagnia aerea Air Mali

## Altre immagini

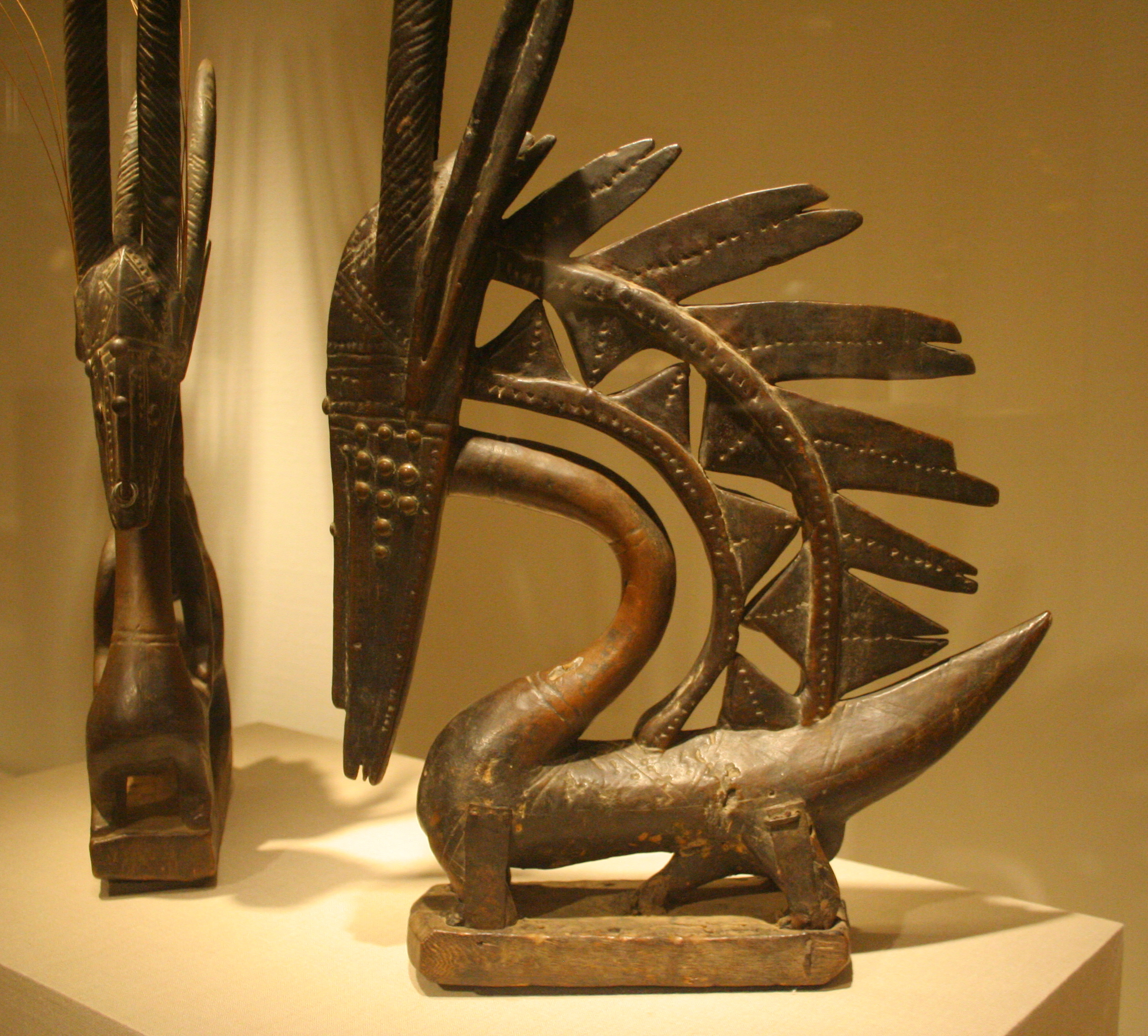
Due maschere ciwara conservate nell'Art Institute di Chicago. Femmina (a sinistra) e maschio.
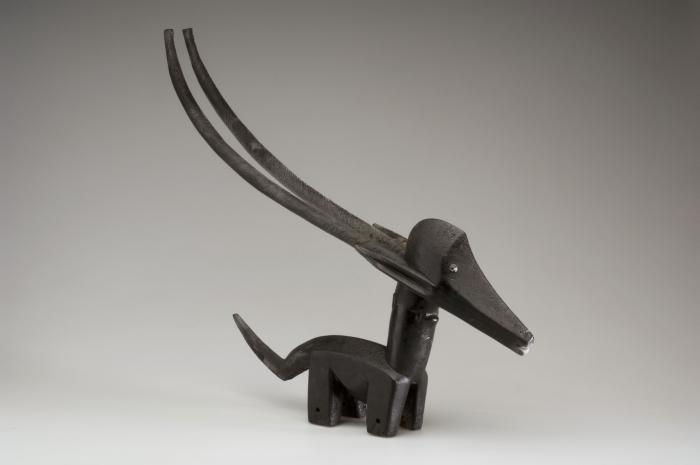
Ciwara presente al Tropenmuseum, il museo etnografico di Amsterdam.
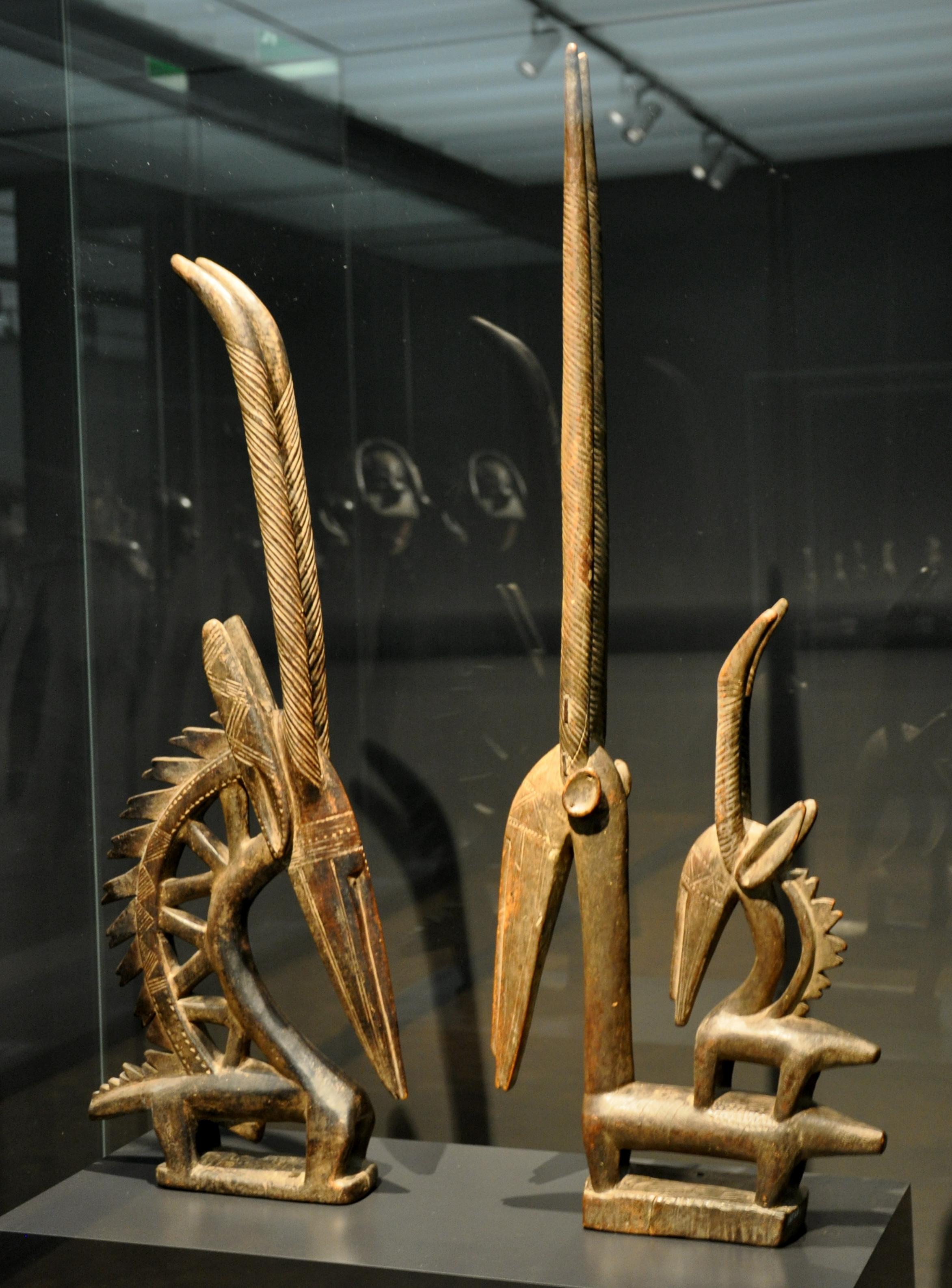
Coppia di ciwara, stile della regione di Segou, conservati al Museo Rietberg di Zurigo.
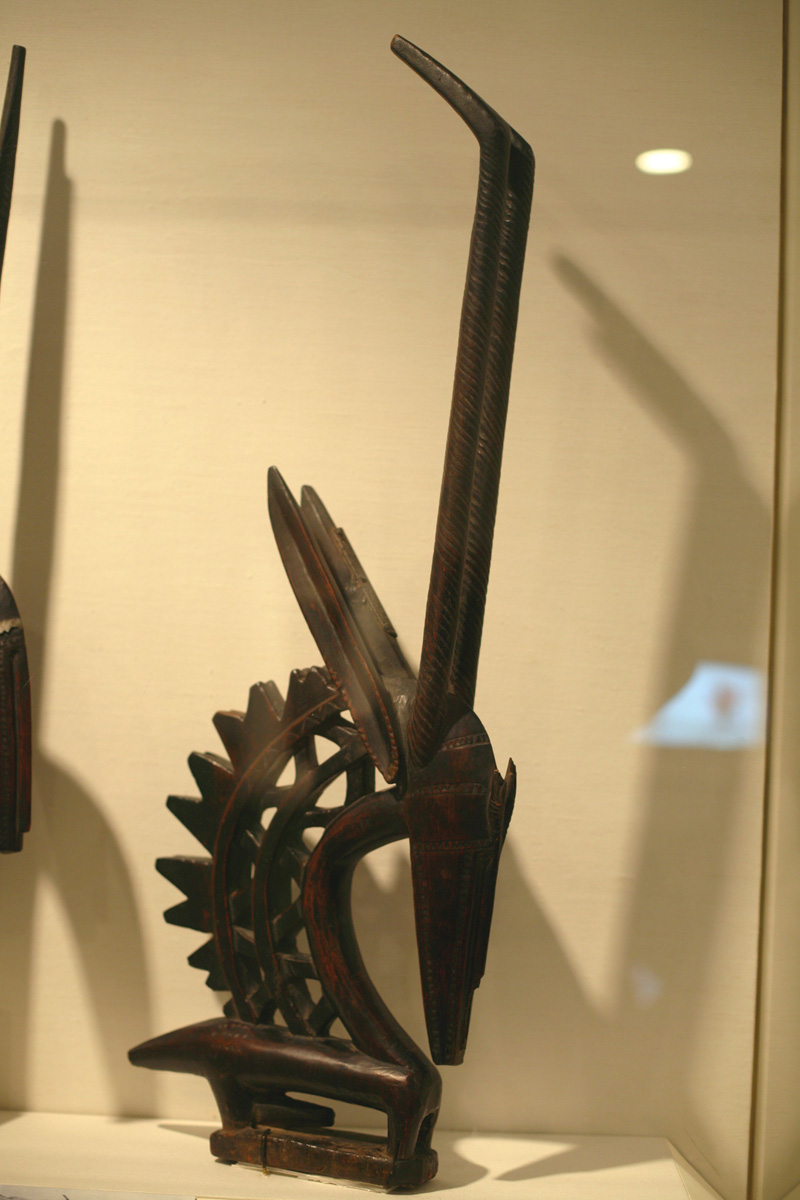
Ciwara presso il Brooklyn Museum di New York.
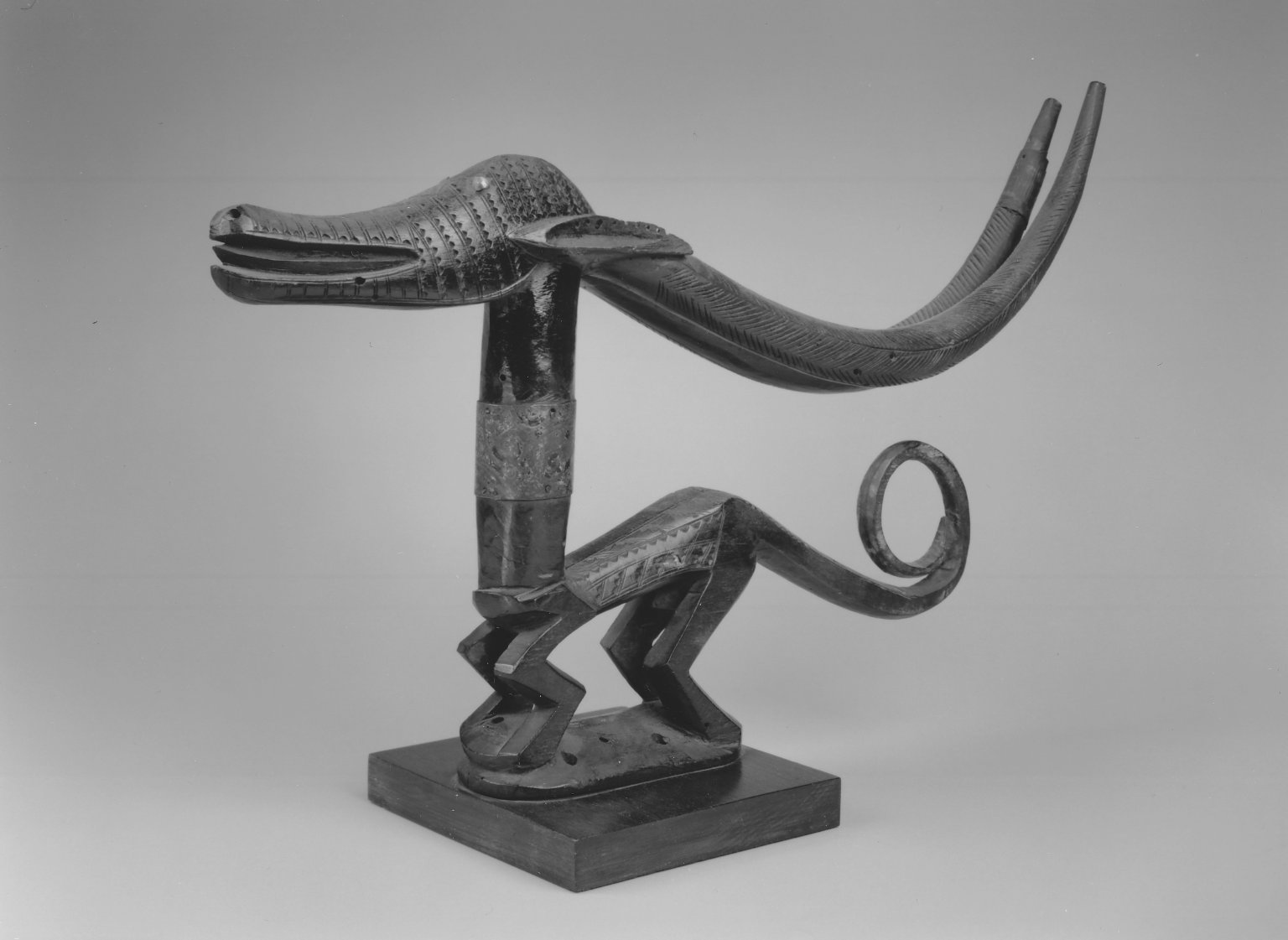
Ciwara presso il Brooklyn Museum di New York.
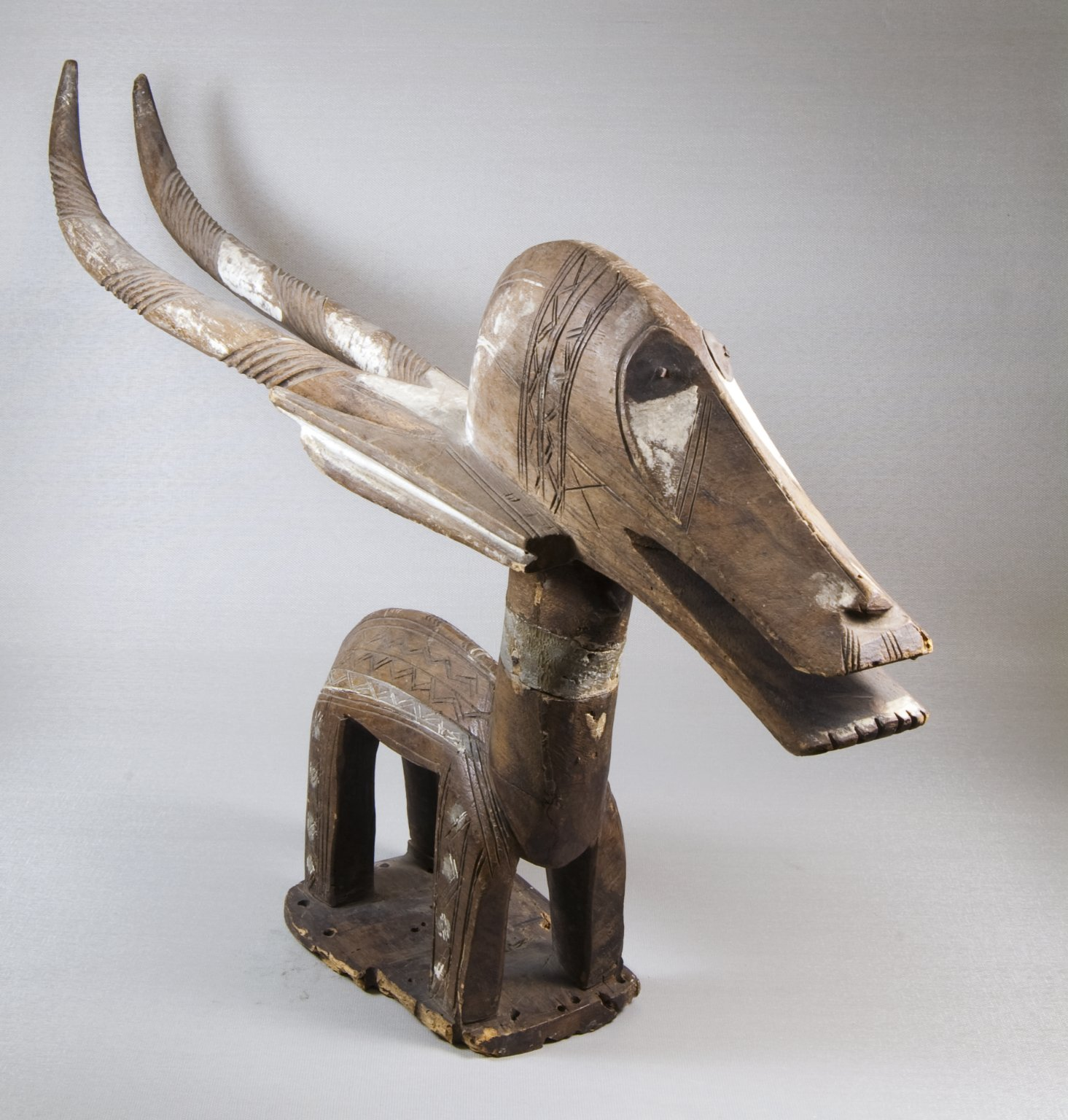
Ciwara presso il Brooklyn Museum di New York.
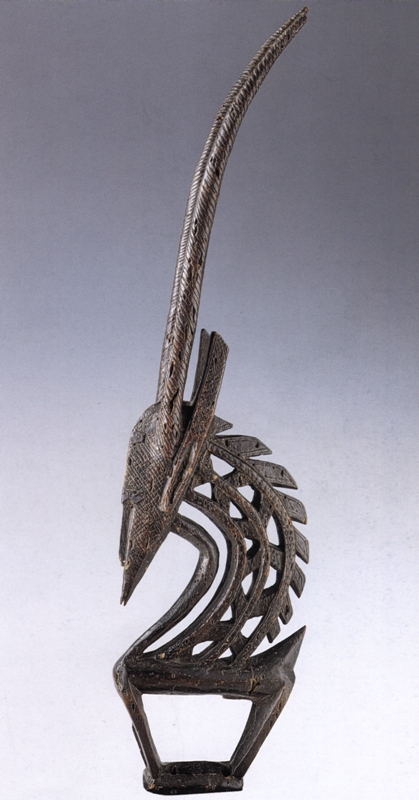
Ciwara catalogato nelle Raccolte Extraeuropee del Castello Sforzesco.
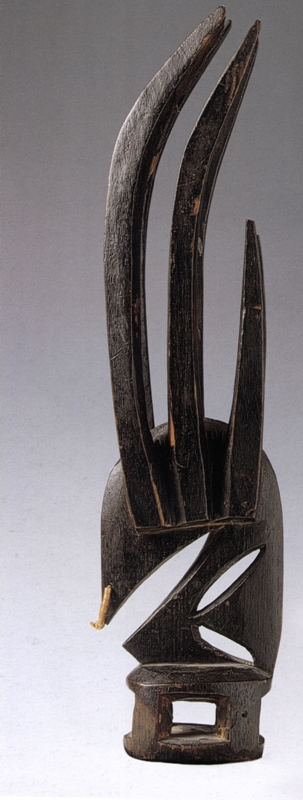
Ciwara catalogato nelle Raccolte Extraeuropee del Castello Sforzesco.
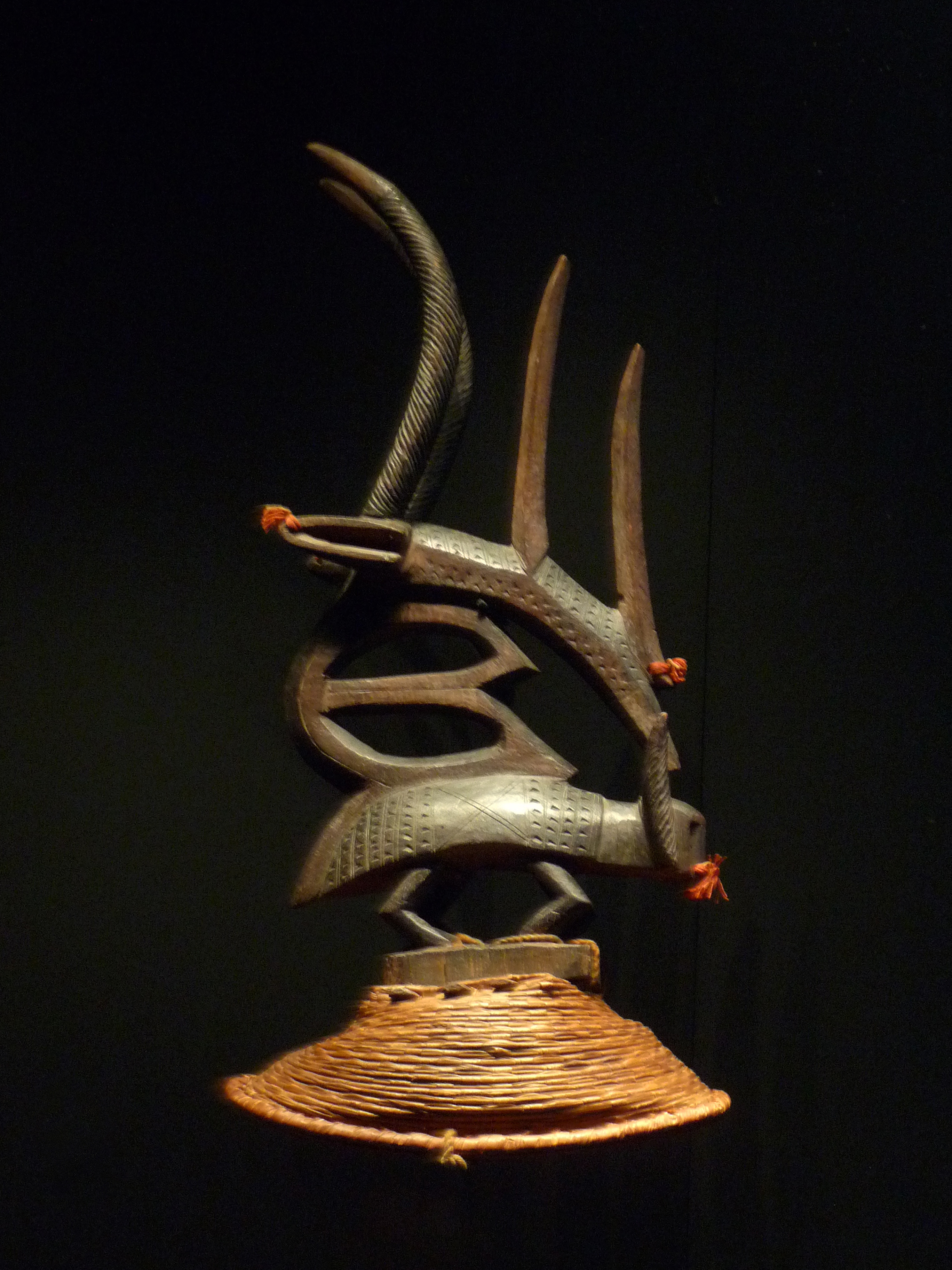
Ciwara conservato nel Musée du quai Branly a Parigi.
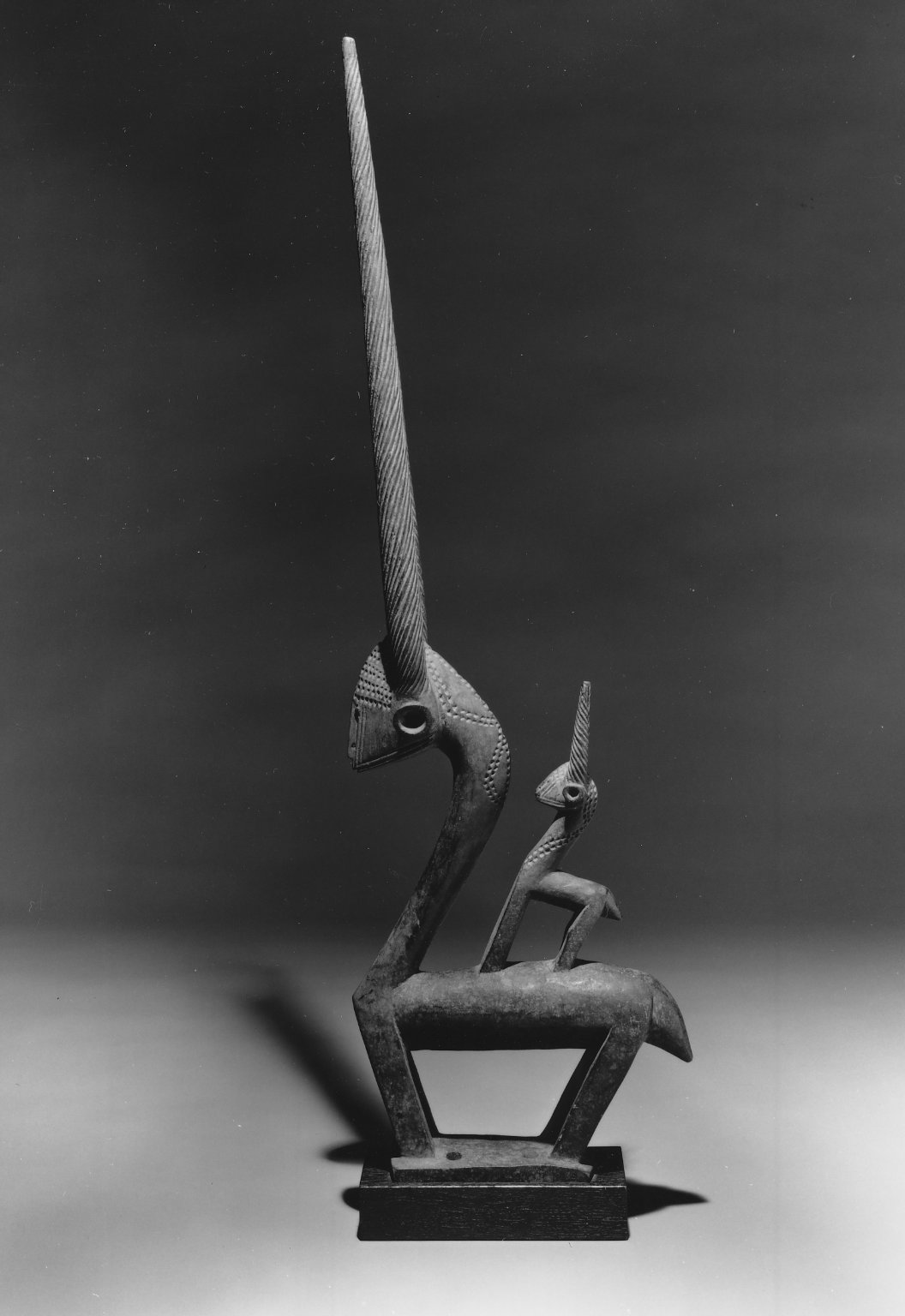
Ciwara presso il Brooklyn Museum di New York.